# Hobiča
Hobiča je název kaldery, nacházející se v Etiopii, přibližně 15 km severně od jezera Abaja. Samotná kaldera se vytvořila v pleistocénu, pozdější vývoj vulkanismu přinesl porušení je jihovýchodní stěny sérií zlomů a vytvoření mladých, holocenních struskových kuželů převážně čedičového složení.